# Шаймерденов, Саян Сафуанович
Саян Сафуанович Шаймерденов (27 ноября 1953, Алма-Ата, Казахстан — 15 февраля 2002) — казахстанский спортсмен и тренер, капитан легендарной команды «Динамо», мастер спорта СССР по хоккею на траве, мастер спорта международного класса и заслуженный тренер Республики Казахстан по хоккею на траве.

## Биография
Родился 27 ноября в 1953 году в городе Алма-Ата, в семье известного Народного писателя Республики Казахстан — Сафуана Шаймерденова.
Начал играть в хоккей на траве с 1969 года, с момента зарождения этого вида спорта в Казахстане. В августе 1971 года в г. Сызрань в составе алма-атинской юношеской команды «Динамо» под руководством В. А. Алешина, Саян завоевал первую спортивную награду — золотую медаль чемпиона СССР среди юниоров. В 1972 году старший тренер команды мастеров Эдуард Фердинандович Айрих включил его в основной состав, где правый крайний нападающий Саян Шаймерденов выступал десять лет и был избран капитаном команды.
Значительных успехов Саян Шаймерденов достиг в составе национальной сборной СССР, которая в те годы в основном состояла из игроков флагмана отечественного хоккея на траве — алма-атинского «Динамо».
Одновременно со спортивной карьерой учился в Казахском государственном институте физической культуры, который успешно окончил в 1975 году.
С 1973 по 1982 год провёл 247 игр в главных первенствах чемпионата СССР, забив в ворота соперников 65 мячей.
Восьмикратный чемпион СССР (1973, 1975—1979, 1981—1982).
Двукратный вице-чемпион СССР (1974, 1980).
Семь раз был включен в список 22 лучших хоккеистов года (1975—1981).
Бронзовый призёр Межконтинентального кубка в Риме 1977 года.
Участник чемпионата Европы 1978 года.
Победитель турнира «Дружба-1979».
Победитель VII Спартакиады народов СССР (1979) в составе сборной Казахской ССР.
Обладатель Кубка СССР 1982 года.
Победив в финальном матче чемпионов Голландии, «Динамо» стал обладателем Кубка европейских чемпионов по хоккею на траве.
В сборной СССР провёл 48 игр, забил 9 мячей.
В 1983 году, завершив выступление за «Динамо», Саян Шаймерденов перешел на тренерскую должность. Затем трудился в отделе хоккея на траве Спорткомитета Каз. ССР, с 1988 по 1992 год являлся главным тренером женской команды по хоккею на траве «Связист» (Алма-ата). Под руководством Саяна Шаймерденова команда «Связист» в 1990 году добилась большого успеха — стала бронзовым призером чемпионата СССР.
С 1992 года Саян Сафуанович Шаймерденов возглавлял Федерацию хоккея на траве Республики Казахстан, в то же время являясь главным тренером женской сборной Республики Казахстан. С его именем связано участие сборной во многих крупных международных соревнованиях (летние Азиатские игры, Кубок мира, Кубок Азии, Исламские игры и многие другие турниры).
Саян Шаймерденов скоропостижно скончался 15 февраля 2002 года и был похоронен на кладбище Кенсай в г. Алматы.

## Память
На доме, где жил Саян Шаймерденов, в городе Алматы по улице Мауленова, д.129 установлена мемориальная доска. Именем Саяна Шаймерденова названа улица в городе Алматы.

## Семья
- Супруга: Шаймерденова Наталья
- Дети: Камиля, Дина, Алия